# Kalluhattipalya, Magadi
Kalluhattipalya là một làng thuộc tehsil Magadi, huyện Ramanagara, bang Karnataka, Ấn Độ.